# Svatá čtveřice
Svatá čtveřice je česká filmová komedie z roku 2012 režiséra Jana Hřebejka.

## Děj
Manželské páry Marie a Vítek a Dita s Ondrou žijí v domech vedle sebe. Jsou to dobří přátele, a proto mezi domy nejsou ploty. Oba páry mají dvě děti. Léta plynou a v manželstvích začíná chybět jiskra. Ondra a Vítek jsou vysláni opravovat elektrické vedení do Karibiku. Vítek vyhrál nějaké peníze, a tak se rozhodnou vzít i své manželky. Oba muži si navzájem svěří, že je přitahuje manželka toho druhého. A tak se rozhodnou, že si je během dovolené vymění, s tím nakonec souhlasí i obě manželky. Nastaví si ale důležitá pravidla. Protože to fungovalo, rozhodli se, že si to občas zopakují. Ondrovi rodiče v době jejich nepřítomnosti nechali postavit mezi domy plot, protože jim vadilo, že ho jako jediní nemají. Plot vzhledově nepatří mezi ty nejpovedenější, ale nakonec ho tam nechají. Po čase se rozhodnou, že si tuto výměnu opět zopakují, ovšem s novými pravidly.

## Obsazení
- Jiří Langmajer jako Vítek
- Hynek Čermák jako Ondra
- Marika Procházková jako Marie
- Viktorie Čermáková jako Dita
- Luděk Munzar jako otec Ondry
- Jana Gýrová jako matka Ondry
- Jenovéfa Boková jako Johanka
- Valerie Šámalová jako Anička
- Václav Marhold jako Lukáš
- Gregor Bauer jako Adam
- Barbora Poláková jako učitelka
- Igor Rattaj jako developer

## Natáčení a premiéra
Natáčelo se převážně v Kosmonosech. Scény v domech rodin byly natáčeny v Barrandovském ateliéru. Dovolená v Karibiku se natáčela na ostrově Salt Cay, kde se točilo pouze 12 dní.
Jednalo se o první film Michala Viewegha, který nebyl napsán podle knihy.
Premiéra filmu proběhla 21. srpna 2012 v Praze.

## Ocenění
- festival české filmové a televizní komedie Novoměstský hrnec smíchu Nové Město nad Metují
  - Cena diváků (2013)
  - Cena poroty za výtvarný počin (2013)